# ایستگاه متروی استمفورد بروک
ایستگاه متروی استمفورد بروک (انگلیسی: Stamford Brook tube station) یکی از ایستگاه‌های خط ناحیه متروی لندن است.
این ایستگاه که در ناحیه چیزویک قرار دارد در سال ۱۹۱۲ میلادی تأسیس شده است.

## نگارخانه

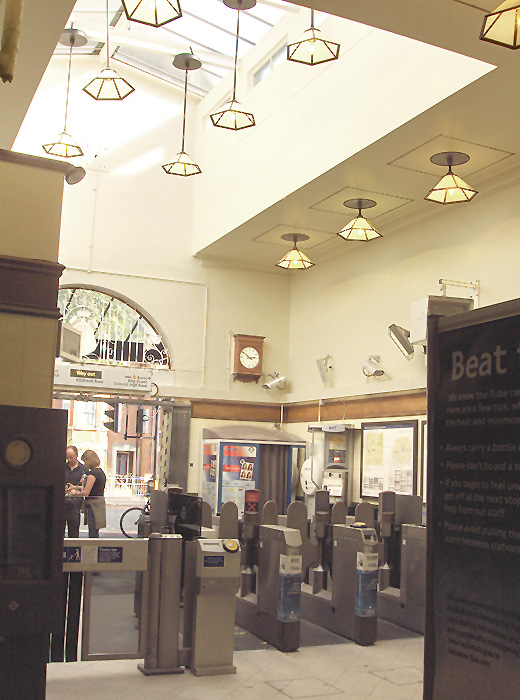
Stamford Brook tube station interior (September 2006)
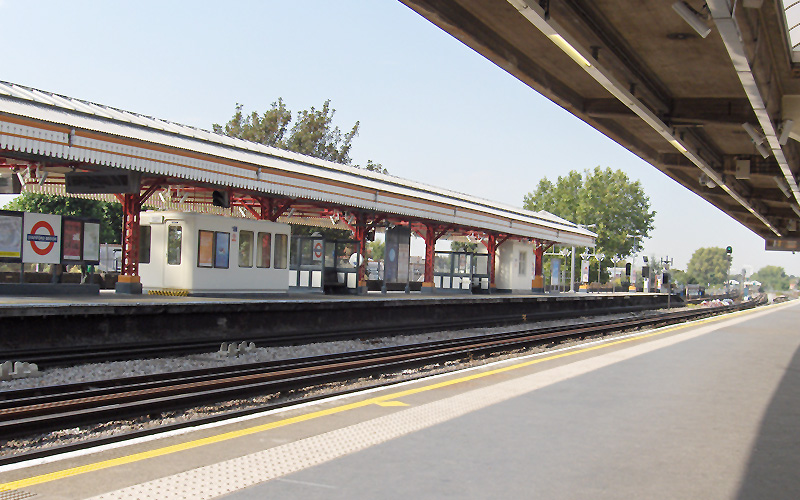
Eastbound platform looking west towards Turnham Green (September 2006)
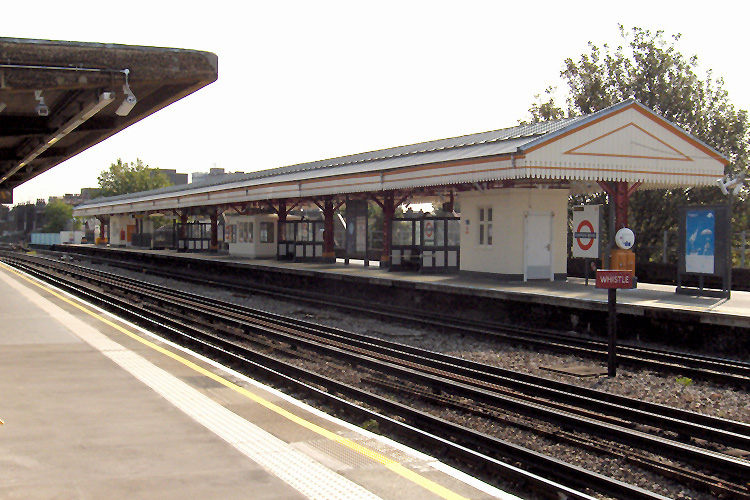
Westbound platform looking east towards Ravenscourt Park (September 2006)